# NGC 2992
NGC 2992 ist eine Spiralgalaxie mit aktivem Galaxienkern vom Hubble-Typ Sa im Sternbild  Wasserschlange südlich des Himmelsäquators. Sie ist schätzungsweise 95 Millionen Lichtjahre von der Milchstraße entfernt und hat einen Durchmesser von etwa 115.000 Lichtjahren. Gemeinsam mit NGC 2993, Arp 245N und PGC 90942 bildet sie die Galaxiengruppe (Arp 245).
Halton Arp gliederte seinen Katalog ungewöhnlicher Galaxien nach rein morphologischen Kriterien in Gruppen. Diese Galaxie gehört zu der Klasse Galaxien mit Anzeichen für eine Aufspaltung.
Das Objekt wurde am 8. Februar 1785 vom deutsch-britischen Astronomen William Herschel entdeckt.